# Звягин, Алексей Алексеевич
Алексей Алексеевич Звягин (род. 19 октября 1936, Ломовка, Московская область) — советский и российский учёный, политический деятель, депутат Государственной Думы ФС РФ первого созыва (1993—1995), доктор экономических наук, профессор, член-корреспондент Российской академии естественных наук.

## Биография
В 1959 году получил высшее образование по специальности «инженер-экономист» в Московском институте инженеров транспорта. Преподавал в высших учебных заведениях города Москвы, работал в научно-исследовательских институтах машиностроения и приборостроения инженером, научным сотрудником. С 1987 года работал в Московском институте химического машиностроения преподавателем, заведующим кафедрой, позднее преподавал в Московском коммерческом университете.
В 1991 году вступил в члены Либерально-демократической партии России, был членом центрального комитета ЛДПР.
В 1993 году был избран депутатом Государственной думы Федерального Собрания Российской Федерации первого созыва. В Государственной думе был членом комитета по экономической политике, членом фракции ЛДПР.
В 2007 году участвовал в выборах по спискам Партии социальной справедливости, на момент выдвижения работал профессором во Всероссийском заочном финансово-экономическом институте.
В 2011 году работал в Институте управления и права проректором по развитию.